# طعمه (دام)
طعمه هر ماده اشتهاآوری است که برای جذب طعمه هنگام شکار یا ماهیگیری استفاده می‌شود، مثلاً غذا در تله موش.

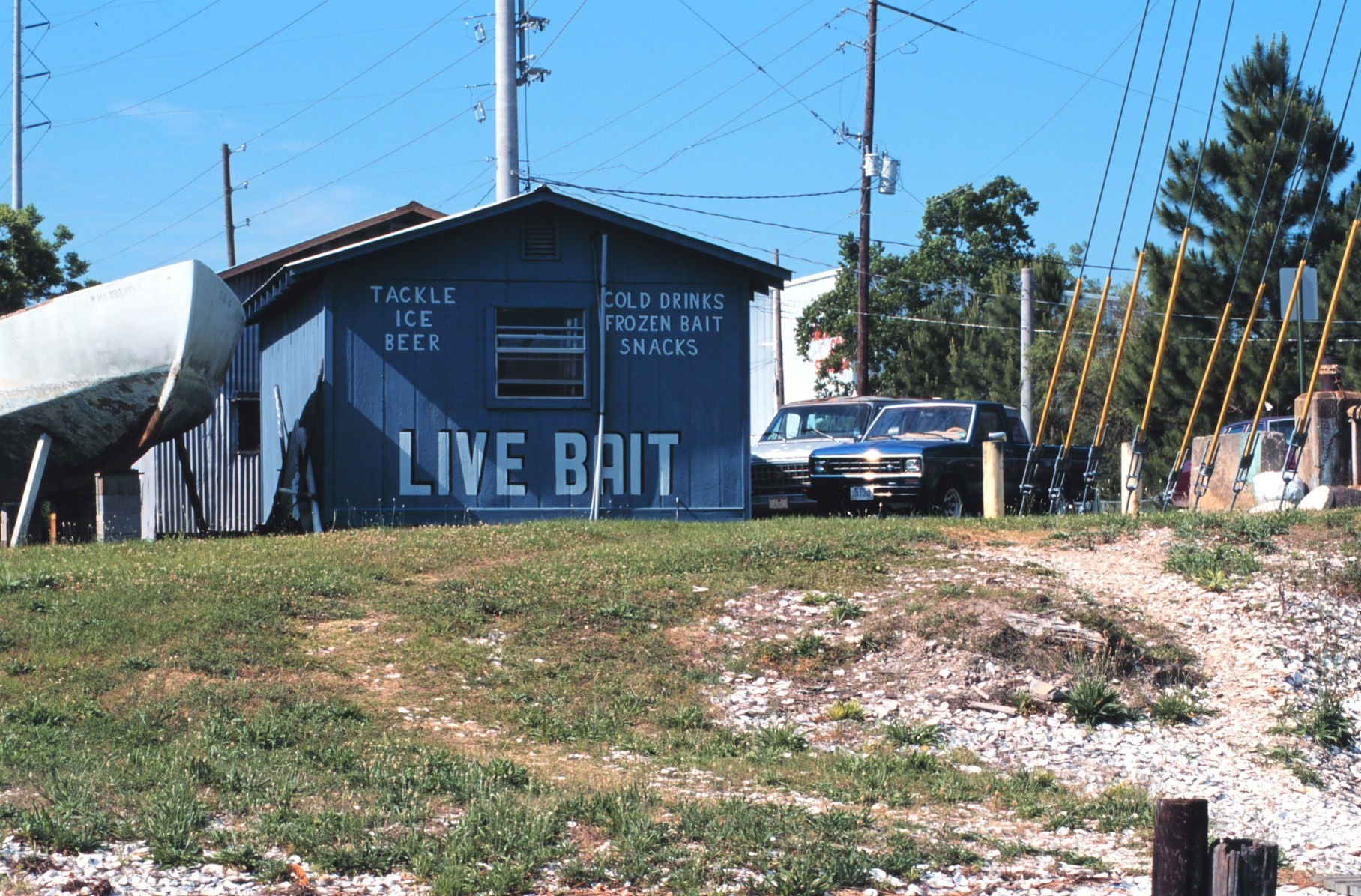
فروشگاه طعمه زنده و لوازم ماهیگیری

این اصطلاح به ویژه برای صید ماهی استفاده می‌شود. به‌طور سنتی برای این منظور از خزنده‌های شب، حشرات و ماهی‌های ریز استفاده می‌شود. ماهیگیران نیز شروع به استفاده از طعمه‌های پلاستیکی و اخیراً از طعمه‌های الکترونیکی برای جذب ماهی کرده‌اند. به دلیل خطر انتقال Myxobolus cerebralis (بیماری شایع)، ماهی قزل‌آلا و ماهی آزاد نباید به عنوان طعمه استفاده شوند. طعمه‌های طبیعی آب شور انواع مختلفی دارند. مطالعات نشان می‌دهد که طعمه‌های طبیعی مانند شوریه‌ماهیان و میگو بهتر شناخته می‌شوند، بنابراین ماهی‌ها راحت‌تر می‌پذیرند. بهترین طعمه برای خارماهی سرخ (ماهی قرمز)، کودماهی و در پاییز لکه‌هایی مانند شوریده‌ماهیان است.
شکارچیان استرالیایی اغلب هنگام شکار خوک‌های وحشی از لاشه استفاده می‌کنند. جانوران وحشی تیرخورده اغلب در مزرعه رها می‌شوند و بوی پوسیدگی خوک‌های بیشتری را در روزهای پس از آن جذب می‌کند.